# Заголодно
Заголодно (рос. Заголодно) — присілок Бокситогорського району Ленінградської області Росії. Входить до складу Єфімовського міського поселення.
Населення — 58 осіб (2003 рік).